# سقوط هواپیمای هاروارد (۱۳۳۴)
سانحه‌ٔ هواپیمای هاروارد، سانحه‌ای بود که در ۱۰ مرداد ۱۳۳۴ در فرودگاه شیراز برای هواپیمای آموزشی مدل تی-۶ تگزان مشهور به هاروارد رخ داد و منجر به مرگ خلبان شد.

## مشخصات هواپیما
هواپیمای هاروارد، یک هواپیمای آموزشی آمریکایی بود که برای آموزش خلبانان جنگنده‌ها در دوران جنگ جهانی دوم ساخته شده‌ بود. ایران نیز چند فروند از این هواپیما را خریداری کرده بود که در فرودگاه شیراز به کار گرفته می‌شد.

## شرح حادثه

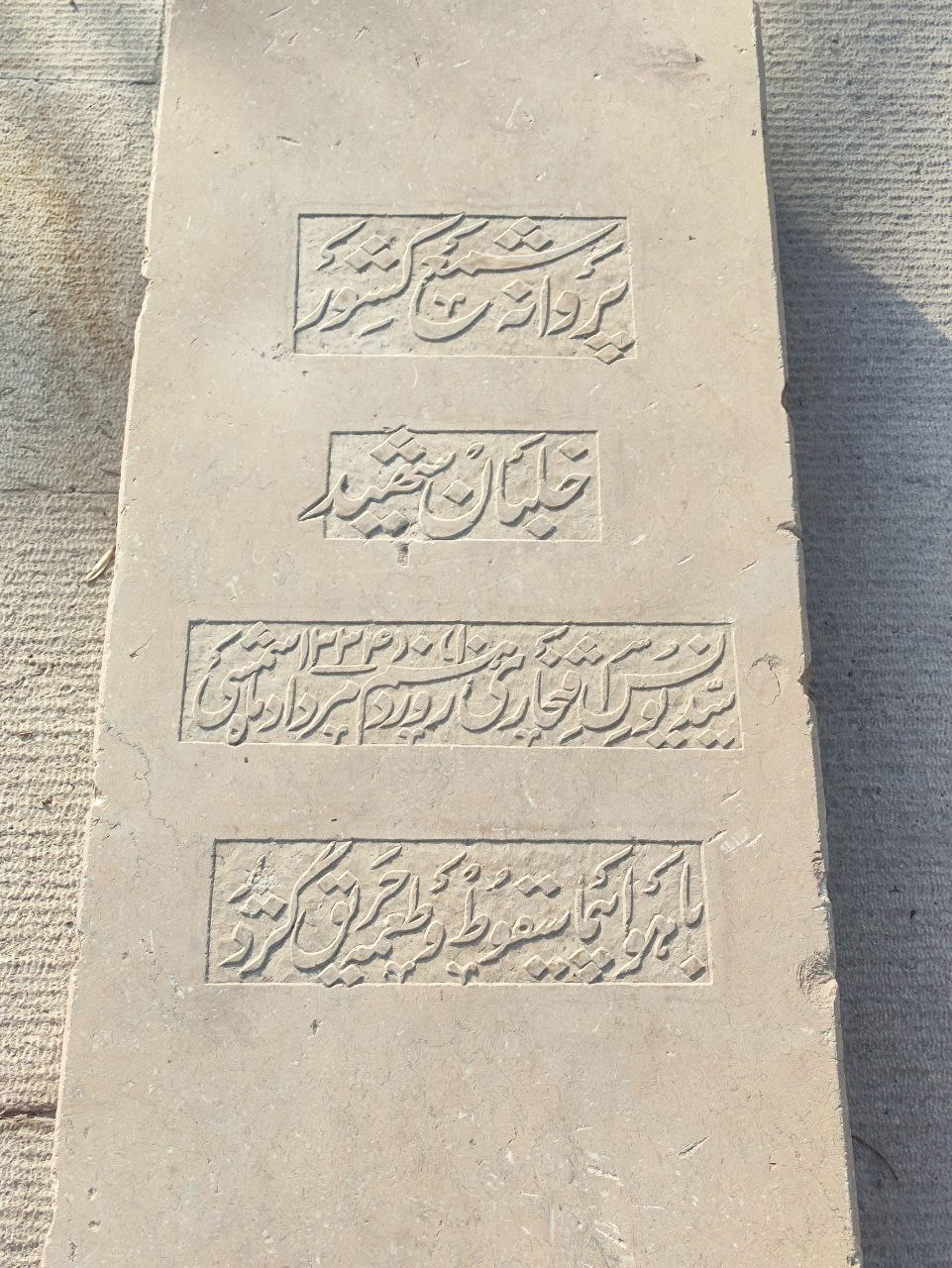
سنگ قبر خلبان افتخاری در حافظیه، شیراز

صبح روز ۱۰ مرداد ۱۳۳۴ خلبان سیدیونس افتخاری برای انجام یک پرواز تمرینی با هواپیمای آموزشی هاروارد از فرودگاه شیراز پرواز کرد. افتخاری که پس از انجام پرواز خود قصد فرود در فرودگاه شیراز را داشت در هنگام تقرب به باند، دچار انفجار و آتش‌سوزی شد.
پس از سانحه فرمانده گردان هوایی شیراز و کارکنان فرودگاه اقدام به خاموش‌کردن آتش کردند اما موفق به نجات خلبان نشدند.
هواپیما در این سانحه به‌کلی آتش گرفت و از بین رفت. استوار یکم سیدیونس افتخاری، خلبان این هواپیما، در این حادثه براثر آتش‌سوزی کشته شد و بقایای جسد خلبان در حافظیه به‌خاک سپرده شد.

## حواشی
پس از وقوع سانحه در رسانه‌ها شایعه‌ای در مورد وجود بمب در این هواپیما نوشته شد:
«چون قبل از پرواز هواپیمای مزبور حامل چند بمب بوده و یکی از بمب‌های هواپیما که به‌ علل فنی رها نشده بود و در هواپیما موجود بوده، هنگامی‌که هواپیما در حال فرود آمدن بوده، موقع نشستن بر روی باند ناگهان بمب منفجر شده و منجر به آتش گرفتن طیاره می‌شود.»— روزنامه اطلاعات، ۱۱ مرداد ۱۳۳۴
این در حالی است که مدل هواپیمای مذکور، یک هواپیمای آموزشی بوده و قابلیت حمل بمب نداشته است.